# آشفتگی (بوم‌شناسی)

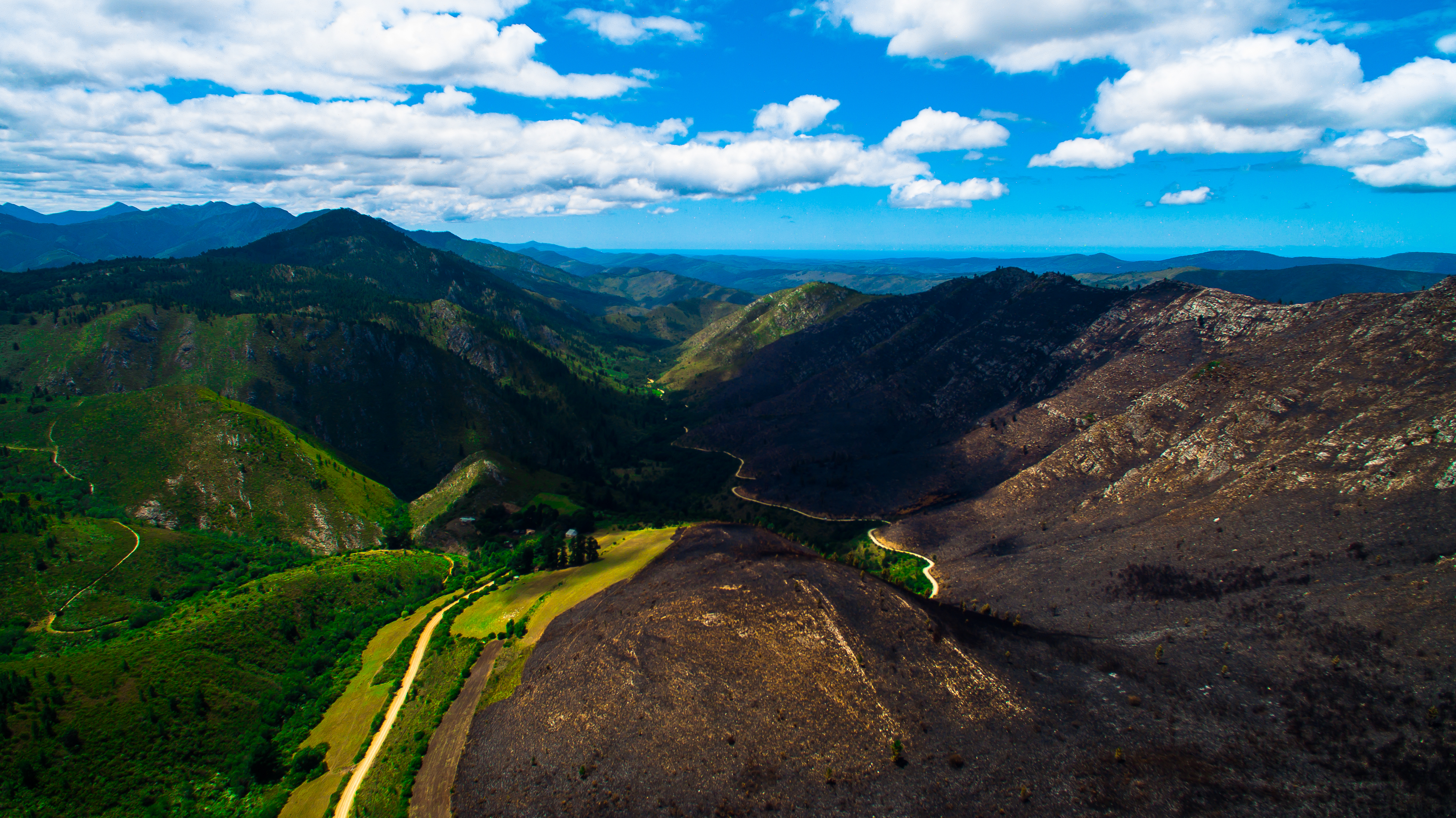
با مقایسه دو طرف نسوخته (سمت چپ) و سوخته (راست) یک رشته کوه در آفریقای جنوبی، آشفتگی آتش را می‌توان به وضوح مشاهده کرد. اکوسیستم وِلد برای بازیابی به آشفتگی آتش‌سوزی دوره‌ای مانند اینها نیازمند است.

در بوم‌شناسی، آشفتگی (به انگلیسی: Disturbance)، عبارت است از تغییری گذرا در شرایط محیطی که باعث تغییر شدید در یک بوم‌سازگان می‌شود. آشفتگی‌ها اغلب به سرعت و با تأثیر زیادی عمل می‌کنند تا ساختار فیزیکی یا آرایش عناصر زنده و غیرزنده را تغییر دهند. یک آشفتگی همچنین می‌تواند در یک دورهٔ زمانی طولانی رخ دهد و می‌تواند بر تنوع زیستی در یک اکوسیستم تأثیر بگذارد.
آشفتگی‌های زیست‌محیطی عمده ممکن است شامل آتش‌سوزی، سیل، توفان، طغیان حشرات و نابودی باشد. زمین لرزه، انواع فوران‌های آتشفشانی، سونامی، توفان‌های آتش‌زا، رویدادهای برخوردی، تغییرات آب و هوایی و اثرات زیان‌بار تأثیر انسانی بر محیط زیست (اختلالات انسانی) مانند پاک‌تراشی، پاکسازی جنگل و معرفی گونه‌های مهاجم را می‌توان از آشفتگی‌های عمده در نظر گرفت.